# Mecánica computacional

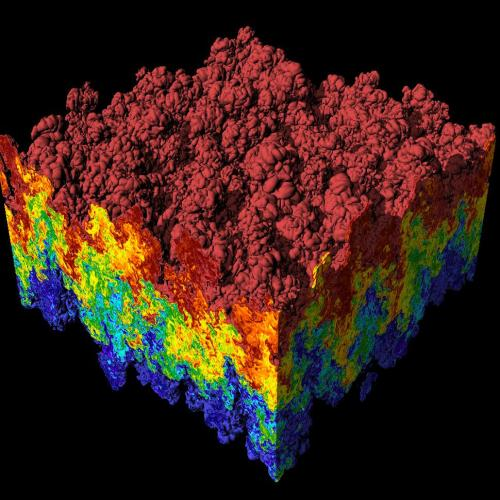
Visualización científica de una simulación extremadamente grande de un problema de inestabilidad de Rayleigh-Taylor

En los últimos años la mecánica teórica y aplicada han experimentado un gran desarrollo, principalmente debido al perfeccionamiento de las computadoras y a la disponibilidad de nuevos métodos de cálculo. Es así como, en las naciones altamente desarrolladas, se ha llegado a que prácticamente todo producto final sea el resultado directo o indirecto de alguna aplicación computacional de los principios de la mecánica. Esta nueva disciplina combina la mecánica teórica y aplicada con los métodos numéricos y la informática. Internacionalmente se la denomina mecánica computacional.

## Historia
Surgida en los años 1950, a partir de aproximaciones empíricas y teóricas poco elaboradas, su desarrollo ha motivado extensas investigaciones contando actualmente con fundamentos matemáticos sólidos. Prueba del interés que despierta es la gran cantidad de revistas especializadas que se publican internacionalmente y el número de conferencias internacionales, congresos, simposios y coloquios que se realizan sobre el tema, virtualmente cada semana.
El campo de aplicación de esta disciplina crece día a día. Las industrias manufactureras la utilizan para el análisis y diseño de estructuras y equipamiento mecánico. Tiene gran relevancia en ingeniería nuclear, puesto que para el diseño de reactores son fundamentales el análisis estructural, la mecánica de suelos, la fluido mecánica, etc. La industria automotriz mundial emplea la mecánica computacional como procedimientos habitual para el análisis de tensiones, el diseño estructural y el análisis dinámico de vehículos, utilizando también las ventajas del modelado y simulación. Los sistemas de defensa de las naciones desarrolladas dependen en gran proporción de esta disciplina, utilizada para resolver problemas aerodinámicos, de balística, estudios de penetración e impacto, ablación de metales, fractura, integridad estructural y dinámica y control de satélites. Es bien sabido que el análisis estructural de aeronaves, navíos oceánicos y sistemas de transporte ferroviario constituye un aspecto esencial de su diseño; sin embargo, su desarrollo actual hubiera sido imposible sin la participación de la mecánica computacional.
A esta lista puede agregarse el uso de la mecánica computacional para analizar modelos hidráulicos, estudios en la baja atmósfera y en el mar para predecir el clima y las corrientes marinas, como así también problemas de contaminación del aire y del agua, recuperación asistida de petróleo y gas, biomecánica, etc. La mecánica computacional es, hoy en día, una parte intrínseca de la vida diaria en las naciones industrializadas y uno de los factores que ha facilitado el elevado estándar de vida en las mismas.
- Datos: Q919765